# Berkelium(IV)-oxid
Berkelium(IV)-oxid ist ein Oxid des Elements Berkelium. Es besitzt die Summenformel BkO2. Da alle Isotope des Berkeliums nur künstlich hergestellt sind, besitzt Berkelium(IV)-oxid keine natürlichen Vorkommen. Es entsteht unter anderem implizit in geringen Mengen in Kernreaktoren beim Bestrahlen von Urandioxid (UO2) bzw. Plutoniumdioxid (PuO2) mit Neutronen.

## Darstellung
Berkelium(IV)-oxid ist ein brauner Feststoff und kristallisiert im kubischen Kristallsystem in der Fluorit-Struktur in der Raumgruppe Fm3m (Nr. 225) mit den Koordinationszahlen Bk[8], O[4]. Der Gitterparameter beträgt a = 533,4 ± 0,5 pm.

## Reaktionen
Berkelium(III)-oxid (Bk2O3) entsteht aus BkO2 durch Reduktion mit Wasserstoff:
{\displaystyle {\ce {2 BkO2 + H2 -> Bk2O3 + H2O}}}